# Стародубове (Вілейський район)
Стародубове (біл. вёска Старадубава) — село в складі Вілейського району Мінської області, Білорусь. Село підпорядковане Іжовській сільській раді, розташоване в північній частині області.